# Día a día (programa de televisión español)
Día a día fue un programa de televisión de formato magacín, emitido por Telecinco en horario matinal, entre el 16 de septiembre de 1996 y el 22 de diciembre de 2004 y presentado por María Teresa Campos (hasta junio de 2004) y Carolina Ferre y Óscar Martínez (de junio a diciembre de 2004).

## Historia
La idea del programa surgió por la necesidad de la cadena Telecinco de remontar su audiencia en horario matinal, que durante los años anteriores se había mantenido por debajo de la media global. Para ello se decidió contratar a la periodista estrella María Teresa Campos que copaba la franja horaria matinal en Televisión Española con el programa Pasa la vida desde principios de la década de los noventa.
Telecinco se hizo con los servicios de Campos, quien a su vez incorporó a la mayor parte del equipo que la acompañaba en su programa de TVE: desde su hija Terelu Campos hasta el veterano actor Francisco Valladares. Se recuperaron también otros rostros conocidos de la pequeña pantalla como Chari Gómez Miranda
o Fernando Ónega, comentando las noticias del día.
En sucesivas temporadas se fueron incorporando nuevos rostros, mientras que otros abandonaban el programa: Alejandra Prat, hija de Joaquín Prat entraba en 1997 y dos años después Lara Dibildos y Rocío Carrasco, hija de Rocío Jurado.
El 25 de junio de 2004, María Teresa Campos se despedía del programa, tras haber sido contratada por la cadena rival Antena 3, donde presentaría un espacio similar en la misma franja horaria titulado Cada día. Durante ese verano, se hicieron cargo de la presentación Carolina Ferre y Óscar Martínez, junto a algunos de los colaboradores habituales del espacio que decidieron continuar en lugar de seguir a Campos en su nueva etapa, como Alessandro Lecquio e incorporando nuevos rostros: Massiel, Karmele Marchante o Antonio Sánchez Casado. Fue sustituido por El programa de Ana Rosa, cuando Ana Rosa Quintana regresó de su baja por maternidad.

## Formato
El espacio producido por Europroducciones, de cuatro horas de duración, adoptaba el típico formato de magacín, que ya había probado con éxito la presentadora-directora con gran éxito de audiencia en el lustro anterior en TVE con Pasa la vida y que, a su vez, heredaba el esquema introducido en España por Jesús Hermida con Por la mañana.
A lo largo de sus cuatro horas de duración, el programa abordaba, en sucesivas secciones, temas que pudieran resultar de interés para su público potencial: por horario fundamentalmente, personas jubiladas y amas de casa. 
La tertulia política (Mesa de debate) que cerraba el programa gozó de notable éxito y popularidad, siendo incorporada después por distintas cadenas en el mismo horario. Ahí se daban cita periodistas de amplia trayectoria como Raúl del Pozo, José Oneto, María Antonia Iglesias, César Vidal, Antonio Casado, Carmen Rigalt, Amalia Sánchez Sampedro, Ignacio Camacho, Consuelo Álvarez de Toledo e Isabel San Sebastián, entre otros.
Contaba además con concursos, entrevistas a personajes de relevancia social, tertulias de crónica social (El corrillo), ocio, música, belleza, salud, información y pequeños sketches humorísticos, en los que los presentadores se convertían en actores, con Campos y Valladares interpretando un matrimonio y Rocío Carrasco dando vida a la hija de ambos.

## Audiencias
Durante toda el periodo de emisión, Día a día fue líder en su franja horaria. La cuota de pantalla por temporadas fue la siguiente:
- Temporada 1996-1997: 26,8%
- Temporada 1997-1998: 25,1%
- Temporada 1998-1999: 25,2%
- Temporada 1999-2000: 26,5%
- Temporada 2000-2001: 26,8%
- Temporada 2001-2002: 26,1%
- Temporada 2002-2003: 25,5%
- Temporada 2003-2004: 25,2%

## Equipo

### Técnico[5]
Directora
- María Teresa Campos

Directora adjunta
- Carmen Borrego

Subdirector
- Rafael Lorenzo

Jefe de Producción (EuroTV Producciones)
- Rafael García

Realizador
- Iñaki Pérez

Ayudantes de Dirección
- Gerardo Peláez y Ángela Calero

Equipo de Dirección
- Alina Eligio de la Puente, Gustavo Guillermo, Juan A. Fernández y Sonsoles Sanz

Op. de Postproducción
- José Carlos Culebras, Laureano Lozano, Gema Muñoz, Salvador Martínez, Miguel Ángel Carrillo y Antonio Corpas

Grafistas
- Mercedes Blasco y Rosario Tardón

Op. de Edición
- José Tejero, Carmen Virgós, Gloria Perojil, David García, Manuel Abella y Enrique de la Vara

Op. de Tituladora
- Margarita Marcé

Ayudantes de Realización
- Nuria Hormigos y Olga Bertol

Jefes Técnicos
- Fernando Gallego, Juan Manuel Rodríguez y Raúl Izquierdo

Iluminador
- Francisco Manuel Aguado

Eléctrico
- Manuel Gómez

Jefes Eléctricos
- Francisco Holgado y Javier Zamorano

Auxiliares de Plató
- Sergio Murillo, Roberto Pazos, Jesús Berlauz, Jorge Bengoechea, Enrique López y José Antonio Alonso

Maquinistas
- Antonio Jurado, Raúl Gómez, Vicente Sierra y Luís Carlos López

Grúa
- Víctor Sanz y Roberto Bregón

Cámaras
- Javier Gordo, Elena Martínez, Ferrán Parera, Eduardo Duque, Virginia Benítez y Óscar López

VTR
- Mariano Gómez

Mezclador
- Alberto Uriarte

Control de Cámara
- Francisco Hernández

Regidores de Sonido
- Manolo Martínez, Alfonso Aceña, Jesús Sanz, Paulino Martínez y Manuela Juárez

Estilismo
- Ana Espinar y Susana del Coso

Sastrería
- Adonina Fernández y Soledad García-Robles

Maquillaje
- Luisa Iglesias, Rosa Navajas, Alicia Blanco, Miguel Díez y Mara Roselló

Producción Telecinco
- Marisa G. Barahona

Jefa de Producción
- Ana Anda

Ayudantes de Producción Telecinco
- Mercedes Platero y José de la Peña

Producción EuroTV Producciones
- Manuela Roldán

Ayudante de Producción EuroTV Producciones
- Sagrario Vázquez

Azafatas
- Carolina Balestrini, Reyes Machiñena y Yolanda de Agustín

Música
- Federico Vaona

Equipo de Imagen
- Terelu Campos, Cuca García de Vinuesa, Chari Gómez Miranda, Yolanda Flores y Rocío Carrasco

Documentalistas
- Ángeles Meneses, Armando Armada, Begoña Araujo, Diego González y Guillermo Guillermo

Redactores
- Alonso de Viana, Azahara Luna, Beatriz López, Elena de la Plaza, Esther Pedraza, Francisco Ruiz Cumplido, Jesús Ángel Acha, José Montoro, Lorena Galán, Mónica Silván, Óscar Modrego, Paloma Barrientos, Susana Ávila, Virginia Cavero, Yolanda de Agustín, Yolanda Purón, Francisco Pérez Caballero y Rebeca Giménez

### Colaboradores
- Alejandra Prat (1997-2000)
- Alessandro Lecquio (2004)
- Amalia Sánchez Sampedro (¿¿??)
- Andrés Arconada (1996-2004)
- Ángel Antonio Herrera (2001-2004)
- Ángel García Tous (2003-2004)
- Ángela Portero (2003)
- Ángeles Hernández (¿¿??)
- Ania Iglesias (2001-2003)
- Antonia Chávez (¿¿??)
- Antonio Casado (1996-2004)
- Antonio Sánchez Casado (2004)
- Arturo González (1996-2004)
- Beatriz Cortázar (1996-2004)
- Belén Esteban (2004)
- Belén Rodríguez (1998-2003)
- Carlos García Calvo (2004)
- Carmen Hornillos (2001-2004)
- Carmen Janeiro (2000-2004)
- Carmen Rigalt (1996-2004)
- César Vidal (¿¿??)
- Chari Gómez Miranda (1996-2004)
- Concha Galán (1996-2001)
- Consuelo Álvarez de Toledo (2001-2004)
- Cristina Tárrega (2003-2004)
- Cuca García de Vinuesa (1996-2004)
- Curri Valenzuela (1996-2004)
- Eduardo Mendicutti (¿¿??)
- Encarni Manfredi (2003)
- Enric Sopena (2001-2004)
- Enrique del Pozo (1996-2004)
- Enrique Miguel Rodríguez (1996-2004)
- Eric Frattini (2002-2004)
- Esperanza Gracia (1996-2004)
- Federico Vaona (1999-2004)
- Fernando Acaso (1996-2000)
- Fernando Ónega (1996-1997)
- Francisco Pérez Abellán (¿¿??)
- Francisca López-Calderón (¿¿??)
- Gustavo González (1999)
- Hilario López Millán (1997-1998)
- Hortensia Sánchez (2000-2004)
- Ignacio Camacho (1996-2004)
- Ignacio Martínez Pantoja (1998-2004)
- Isabel San Sebastián (2002-2004)
- Israel Pita (2002-2003)
- Iván Armesto (2001-2003)
- Jaime Peñafiel (2002-2004)
- Javier Nart (2001-2004)
- Jesús García López (¿¿??)
- Jesús Mariñas (2001-2004)
- Jorge Javier Vázquez (2003)
- Jorge Juste (1996)
- Josemi Rodríguez Sieiro (1996-2004)
- Juan Adriansens (1996-2004)
- Juan Teba (¿¿??)
- Karlos Arguiñano (2004)
- Karmele Marchante (1996; 2004)
- Ketty Kaufmann (1996-2004)
- Lara Dibildos (1999-2001)
- Luis Ignacio Parada (¿¿??)
- María Antonia Echarri (¿¿??)
- María Antonia Iglesias (1996-2004)
- Mariví Fernández Palacios (¿¿??)
- Massiel (2004)
- Mayka Vergara (1996-1998)
- Miguel Ángel Almodóvar (1996-2004)
- Paco Valladares (1996-2004)
- Padre Apeles (1997-1998)
- Paloma Barrientos (1998-2004)
- Paloma García-Pelayo (1997-2004)
- Paloma Gómez Borrero (1996-2004)
- Patricia Ledesma (2003)
- Pepa Jiménez (2002-2004)
- Pepe Oneto (1996-2004)
- Rafael Torres (¿¿??)
- Raquel Morillas (2003)
- Raúl del Pozo (1998-2001)
- Roberto Egan (¿¿??)
- Rocío Carrasco (1999-2004)
- Rocío Martín (2004)
- Rosa Villacastín (1996-1997)
- Sabrina Mahi (2002-2004)
- Sergio Alis (1998-2004)
- Terelu Campos (1996-1997, 2003-2004)
- Víctor Sandoval (2001-2004)
- Yolanda Flores (1996-2004)